# Свердловский район (Москва)
Свердловский район — бывший район в Москве.

## Описание
По состоянию на 1978 год здание райисполкома находилось по адресу: улица Петровка, дом 22; здание РК КПСС находилось по адресу: Каретный ряд, дом 2. Своё название район получил по имени Я. М. Свердлова. Территория находилась от площади Революции в центре Москвы до железной дороги по Рижскому направлению. По обе стороны граничила с Садовым кольцом.
Общая площадь 719 гектаров. Площадь лесного массива 144 гектара, воды 0,4 гектара. Количество людей на 1978 год насчитывало 130 тысяч.
Главные дороги: улицы Петровка, Каляевская, Новослободская.

## История
Свердловский район создан в 1936 году. В 1977 году расширен.
История района тесно связана с историей революции. С 1905 года по 1907 год и в 1917 году рабочие принимали активное участие в мероприятиях революции. В Большом театре были съезды Советов и Коммунистической партии. 30 декабря 1922 года, 1-й Всесоюзный съезд Советов, объявлено о возникновении СССР, установлены Декларация и Договор об образовании Союза Советских Социалистических Республик. В. И. Ленин выступал здесь более 30 раз. В районе собрана дивизия народного ополчения во время Великой Отечественной войны.
В 1978 году площадь жилфонда составляла 2354 тысяч метров квадратных.
В районе находилось 30 рабочих производств: производственное объединение «Трансмаш», завод «Тизприбор», швейные производственные объединения «Вымпел», «Салют», ММЗ «Знамя Революции» производственное объединение косметической промышленности «Свобода»;
Академия общественных наук при ЦК КПСС;
24 научно исследовательских института, проектных организаций и КБ: НИАТ, ВНИИ проектасбоцемент, Гипрогор, ВНИИ комплексных проблем полиграфии; 
5 вузов: МАТИ, Историко-архивный институт, Медицинский стоматологический институт, МХТИ, Станкоинструментальный институт; 
типографии: «Правда», «Молодая Гвардия», «Красный пролетарий»;
40 издательств, 30 школ, 64 дошкольных образований, 9 больниц, 40 поликлиник, 120 продуктовых и 87 промышленных магазина, 245 точек общепита. 
Культурно-просветительские организации: театры: Большой, Малый, Ленинского комсомола, Оперетты, «Ромэн», Центральный детский, Центральный театр кукол; Театральная библиотека, 56 библиотек, 3 кинотеатра, 11 ДК, стадионы: «Слава» и «Автомобилист».